# Moncaup, Pyrénées-Atlantiques
Moncaup är en kommun i departementet Pyrénées-Atlantiques i regionen Nouvelle-Aquitaine i sydvästra Frankrike. Kommunen ligger i kantonen Lembeye som tillhör arrondissementet Pau. År 2022 hade Moncaup 154 invånare.

## Befolkningsutveckling
Antalet invånare i kommunen Moncaup
| Referens: INSEE |